# Sonido estereofónico

Símbolo de estéreo.

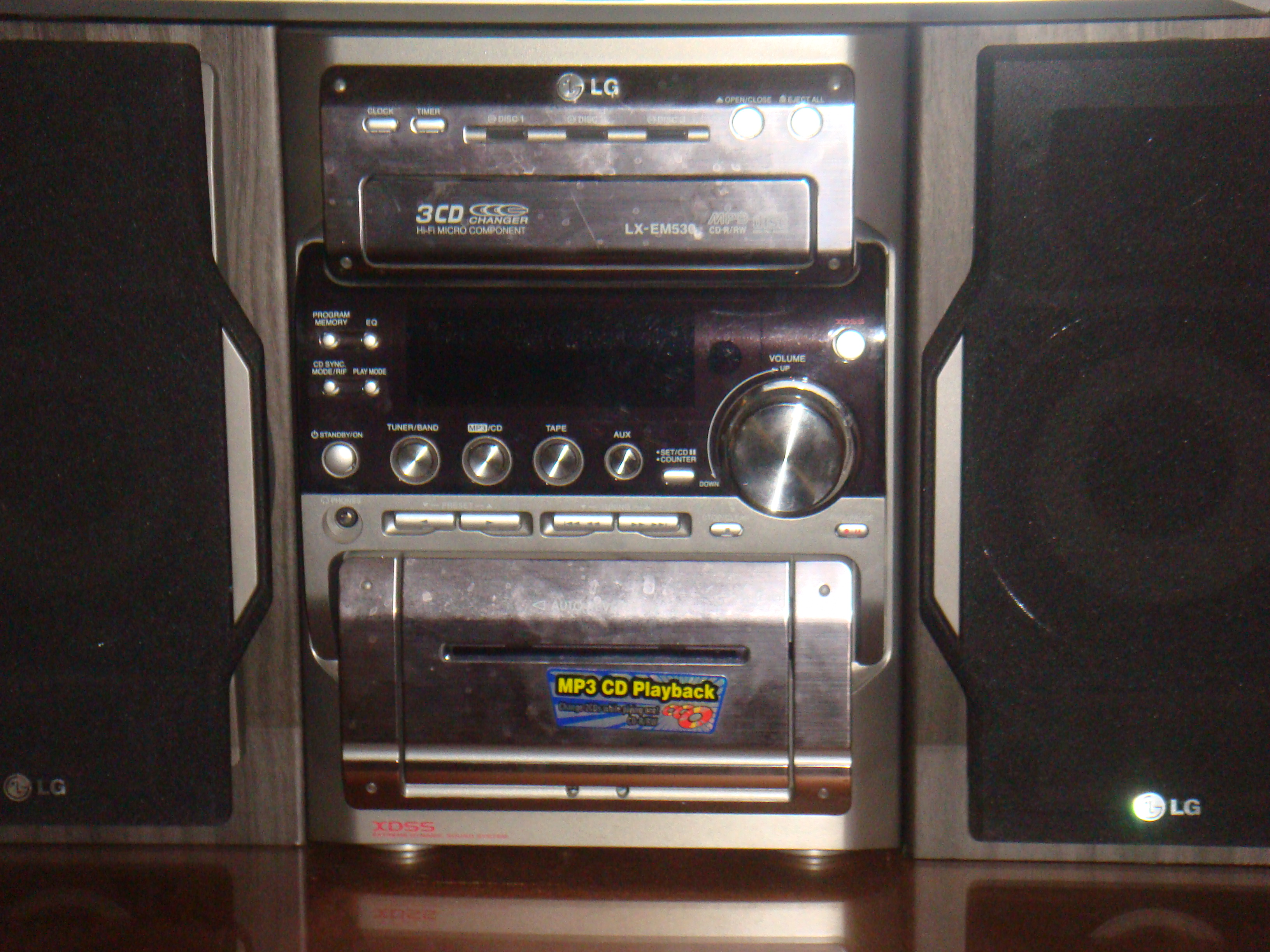
Equipo doméstico estéreo, con receptor de radio y reproductores de CD y CD MP3.

Generalmente, se llama sonido estereofónico o estéreo al grabado y reproducido en dos canales (disposición 2.0). Los discos de vinilo, los CD audio, la mayoría de las estaciones de radio FM, casetes y la totalidad de canales de TV y televisión vía satélite transmiten señales de audio estéreo. El propósito de grabar en sonido estereofónico es el de recrear una experiencia más natural al escucharlo, y donde, al menos en parte, se reproducen las direcciones izquierda y derecha de las que proviene cada fuente de sonido grabada.
El término estéreo proviene del griego stéreos, que significa ‘Consistente-Sólido', y —aunque se refiere exclusivamente a sistemas de dos canales— el término se puede aplicar a cualquier sistema de audio que usa más de un canal, así como el audio de 5.1 canales y los sistemas de 7.1 que se usan en películas y producciones televisivas.
Aunque el sonido estéreo pueda tener dos canales monaurales independientes, habitualmente la señal en un canal está relacionada con la señal del otro canal. Por ejemplo, si se grabara exactamente la misma señal en ambos canales, entonces se escucharía como un sonido central «fantasma» cuando fuese reproducido en altavoces. Es decir, el sonido parece provenir del punto medio entre los dos altavoces.
Clément Ader realizó la primera emisión estereofónica en 1881, con el llamado "teatrófono" para recibir a distancia audio de ópera. La primera película con sonido estereofónico fue Fantasía (1940), de Walt Disney usando un método al que bautizaron Fantasound.
La grabación en estéreo se introdujo en los negocios musicales durante el otoño de 1954 para sustituir a la grabación monoaural de canal único.

## Estéreo en casetes
La grabación del sonido estéreo en los casetes se hace de manera simple. Se graban los canales izquierdo y derecho en dos pistas separadas, aprovechando las facilidades que presta el sistema de reproducción. Además, de esta forma se logra la compatibilidad con los sistemas mono.
Las grabaciones graban solo una pista, más ancha, y al ser reproducidas en sistemas estéreo se interpretan correctamente como si los dos canales tuvieran la misma información. En el caso inverso, una grabación estéreo también se reproduce adecuadamente en sistemas mono como la suma de los canales izquierdo y derecho.
La correcta reproducción de las grabaciones estéreo magnetofónicas requiere una mejor alineación (más que en grabaciones monofónicas) de los cabezales. Pequeñas desviaciones en la reproducción pueden afectar gravemente a la diafonía entre canales.

## Estéreo en radiodifusión
En la radio, a partir de 1960 se incorporó el sistema estereofónico en AM, y en FM se empieza a usar subportadoras múltiples con nivel comercial. El uso de este sistema permite mantener la compatibilidad entre emisiones estéreo con receptores monoaurales y viceversa.
Una emisión FM estéreo transmite una señal FM MPX, que consta de:
- La señal I+D, es decir, la suma de los canales derecho e izquierdo modulados en frecuencia de la misma forma como se hace en una transmisión monoaural.
- La señal I-D, modulada en Doble Banda Lateral con portadora suprimida en la frecuencia de 38 kHz.
- Una señal piloto de 19 kHz que sirve como indicador de estéreo presente y que sirve para reconstruir la portadora de la señal I-D.

Este conjunto de señales son decodificadas en el receptor y se reconstruyen los dos canales cuando se detecta una transmisión estéreo.
En 1991 nació Multiradio, el primer sistema por subscripción del que se reciben emisiones de radio con calidad digital en casa mediante una antena y un decodificador. Funcionaba solo en el D.F. pero en 1992 y 1993 se extendió a Monterrey y Guadalajara respectivamente.
Comenzó a desarrollarse la tecnología Digital Audio Broadcasting o Radiodifusión Sonora Digital (DBA) que tiene alta calidad de sonido, una señal resistente a distorsiones y desvanecimientos, un mejor ancho de banda y opera por antenas terrestres y vía satélite. 

## Estéreo en discos de vinilo
Para los sistemas de audio sobre discos de vinilo, se ideó un sistema que agregaba la información I-D en desplazamientos verticales en los microsurcos de los discos. La información I+D se grababa en los mismos desplazamientos horizontales que solían usarse para grabar la información monoaural en el anterior sistema de reproducción de un solo canal. De esta forma se garantizaba la compatibilidad en ambos sentidos entre las grabaciones monoaurales con reproductores estéreo.
Visto de otra forma se puede decir que los canales I y D se graban en desplazamientos perpendiculares que forman 45 grados con respecto a la vertical. 
En la reproducción de grabaciones estéreo se usan agujas con sensores que separan los desplazamientos horizontal y vertical para obtener las señales I y D.

## Estéreo binaural

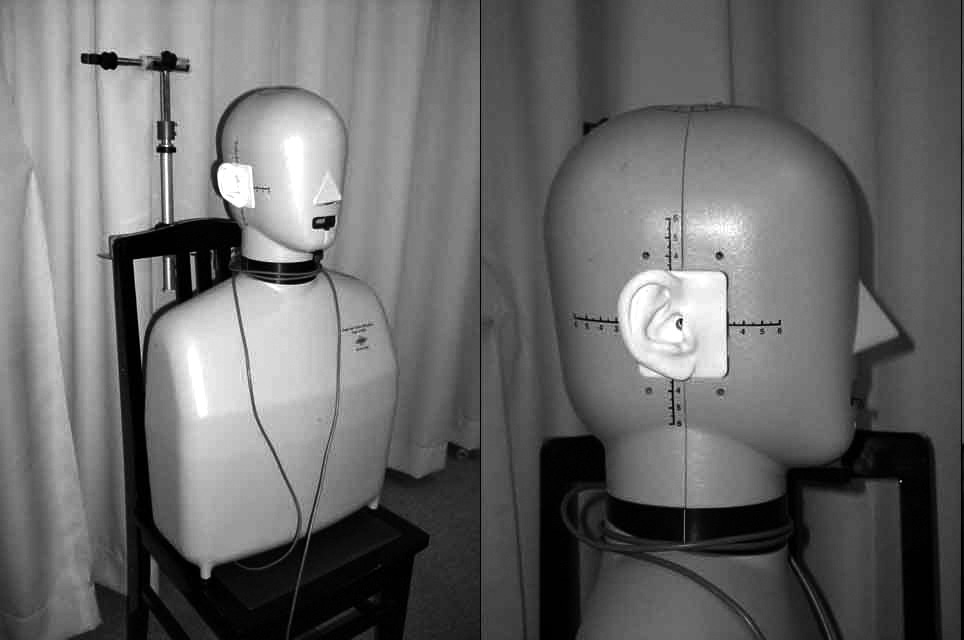
Micrófonos binaurales con un molde de cabeza humana

El sonido binaural es aquel que, siendo grabado mediante el uso de dos micrófonos en una cabeza artificial, intenta crear para el oyente una sensación de sonido 3D similar a la de estar físicamente en la habitación o el lugar donde se producen los sonidos. Se diferencia del estéreo en que reproduce el sonido en un rango de izquierda a derecha y en profundidad debido a las bocinas traseras, ya que en estéreo se tienen las dos dimensiones del plano paralelo al suelo a la altura de los oídos, y en el sistema binaural se trata de obtener un sonido en las 3 dimensiones con la dimensión agregada de la altura.
Algunos creadores de vídeo ASMR utilizan esta tecnología para simular la acústica del ambiente tridimensional, intentando acercarse lo más posible a la realidad a la hora de causar el ASMR.
Estas grabaciones están hechas, habitualmente, para ser escuchadas con auriculares y no con altavoces. Esto se debe a que, al reproducir el sonido por altavoces, ambos oídos pueden oír ambas producciones de sonido. Sin embargo, cuando se escucha por auriculares, si el creador produce un sonido a la izquierda de la grabadora, esté sonará en el auricular izquierdo y viceversa. Para lograr este tipo de grabaciones, se suelen utilizar dos micrófonos que pueden estar separados o aunados en estructuras ya modeladas, siendo la más conocida el 3Dio.